# Thiên tài bất hảo
Thiên tài bất hảo (tên gốc tiếng Thái: Chalard Games Goeng (ฉลาดเกมส์โกง), còn được biết rộng rãi tại thị trường quốc tế với tên tiếng Anh: Bad Genius) là một phim điện ảnh trộm cướp tâm lý của Thái Lan năm 2017 do hãng Jor Kwang Films sản xuất và GDH 559 phát hành. Phim do Nattawut Poonpiriya đạo diễn, với sự tham gia diễn xuất của nữ người mẫu Chutimon Chuengcharoensukying với vai diễn đầu tiên cho nhân vật Lynn, một học sinh tài giỏi đã đưa kế hoạch quay cóp trong các kỳ thi của mình lên tầm quốc tế. Lấy cảm hứng từ câu chuyện có thật về các thí sinh gian lận trong kỳ thi SAT, bộ phim đã tạo ra bối cảnh học đường với các bài kiểm tra cùng với các vấn đề xã hội như bất bình đẳng giới. Dàn diễn viên chính ngoài Chuengcharoensukying còn có Chanon Santinatornkul, Teeradon Supapunpinyo và Eisaya Hosuwan trong vai các bạn học cùng lớp với Lynn là Bank, Pat và Grace, trong khi đó nam ca sĩ, nhà sản xuất âm nhạc Thaneth Warakulnukroh đảm nhiệm vai bố của Lynn. Thiên tài bất hảo được quay tại các địa điểm thuộc Thái Lan và Úc.
Thiên tài bất hảo được công chiếu tại Thái Lan vào ngày 3 tháng 5 năm 2017, và ngay lập tức dẫn đầu doanh thu phòng vé của Thái trong hai tuần đồng thời thu về 100 triệu baht (3 triệu USD), trở thành phim điện ảnh Thái có doanh thu cao nhất năm 2017. Phim cũng đạt được nhiều thành công tại thị trường quốc tế, phá kỷ lục doanh thu phim Thái tại nhiều quốc gia châu Á, trong đó có Trung Quốc, thị trường đã đem về hơn 30 triệu USD cho nhà sản xuất, trở thành phim điện ảnh Thái thành công nhất tại thị trường quốc tế. Các nhà phê bình khen ngợi bộ phim với cách dẫn chuyện lôi cuốn dù cho bối cảnh có hơi trần tục, cũng như diễn xuất nhập tâm của dàn diễn viên, đặc biệt là Chutimon. Thiên tài bất hảo đã được công chiếu tại nhiều liên hoan phim quốc tế và đã giành chiến thắng tại nhiều hạng mục giải thưởng, trong đó có Phim điện ảnh hay nhất tại Liên hoan phim Châu Á New York và Đạo diễn xuất sắc nhất tại Liên hoan phim quốc tế Fantasia. Phim được công chiếu tại Việt Nam vào ngày 15 tháng 9 năm 2017.

## Nội dung
Lynn là một nữ sinh xuất sắc tại trường trung học. Sau khi nhanh chóng hòa đồng với đám bạn giàu có ở trường mới, Lynn phát hiện rằng ngoài phần tiền học đã được miễn phí, bố cô phải đóng một khoản thu khổng lồ dưới danh nghĩa tiền cơ sở vật chất. Trong đợt kiểm tra giữa kỳ, Lynn chỉ bài thành công cho cô bạn thân Grace. Biết chuyện, Pat, bạn trai của Grace, đề nghị cô nhắc bài cho hội nhà giàu trong các kỳ thi nhằm đổi lấy một số tiền lớn.
Tuy nhiên, sự liều lĩnh của cô bé ngày một lớn khi vạch ra một kế hoạch “tày trời” để gian lận bài thi kiểm tra năng lực quốc tế STIC, nhằm giúp đám bạn giàu có đạt điểm cao và mang về một số tiền lên đến hàng triệu baht. Để phi vụ trót lọt, cô buộc phải nhờ tới sự trợ giúp của Bank, một cậu học sinh nghèo sở hữu trí nhớ siêu phàm nhưng chính trực và thích “mách lẻo”. Hàng loạt rắc rối bắt đầu từ đây.

## Diễn viên
- Chutimon Chuengcharoensukying vai Lynn
- Chanon Santinatornkul vai Bank
- Teeradon Supapunpinyo vai Pat
- Eisaya Hosuwan vai Grace
- Thaneth Warakulnukroh vai Bố của Lynn

## Sản xuất

### Phát triển

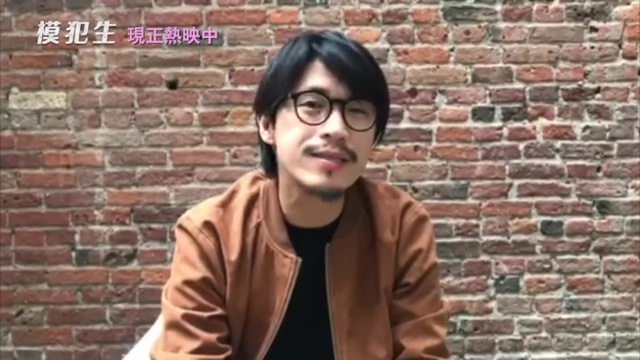
Đạo diễn Nattawut từng thực hiện phim điện ảnh tâm lý Countdown năm 2012.

Thiên tài bất hảo được sản xuất bởi Jira Maligool và Vanridee Pongsittisak. Jira nghĩ tới việc thực hiện bộ phim này sau khi nghe tin điểm thi SAT tại Trung Quốc bị hủy bỏ sau khi vướng phải một bê bối gian lận thi cử. Bộ đôi sản xuất sau đó đã mời Nattawut Poonpiriya ngồi vào ghế đạo diễn cho phim. Nattawut trước đó cũng đã từng làm đạo diễn cho phim điện ảnh tâm lý Countdown vào năm 2012, và bộ đôi tin rằng khả năng của Nattawut sẽ giúp phát triển Thiên tài bất hảo trở thành một bộ phim đề tài trộm cướp. Nattawut đã bị hấp dẫn bởi lời đề nghị này và nhanh chóng đồng ý trở thành đạo diễn của phim, và dự án sẽ được phát triển dưới tên "2B Come Won" (một cách nói tới cây bút chì 2B được sử dụng trong các bài thi trắc nghiệm).
Nattawut thực hiện phần kịch bản phim cùng với Tanida Hantaweewatana và Vasudhorn Piyaromna, cùng với việc tìm hiểu về các dạng đề kiểm tra tiêu chuẩn hiện nay và các cách quay cóp trong scandal của Trung Quốc. Kịch bản mất tới một năm rưỡi để hoàn thành, được phát triển dưới dạng một phim điện ảnh tâm lý trộm cướp của Hollywood, nhưng vẫn phù hợp với công chúng Thái Lan. Một thách thức lớn, theo như Nattawut, là làm sao để kể một câu chuyện về các học sinh đang làm bài kiểm tra—"có lẽ đây là hoạt động chán nhất trên quả đất này"—bằng một lối kể hấp dẫn hơn. Chủ đề thứ hai của bộ phim, đó là các vấn đề xã hội mà các nhân vật trong phim phải đối mặt, được phát triển trong khoảng thời gian viết kịch bản.

### Tuyển diễn viên

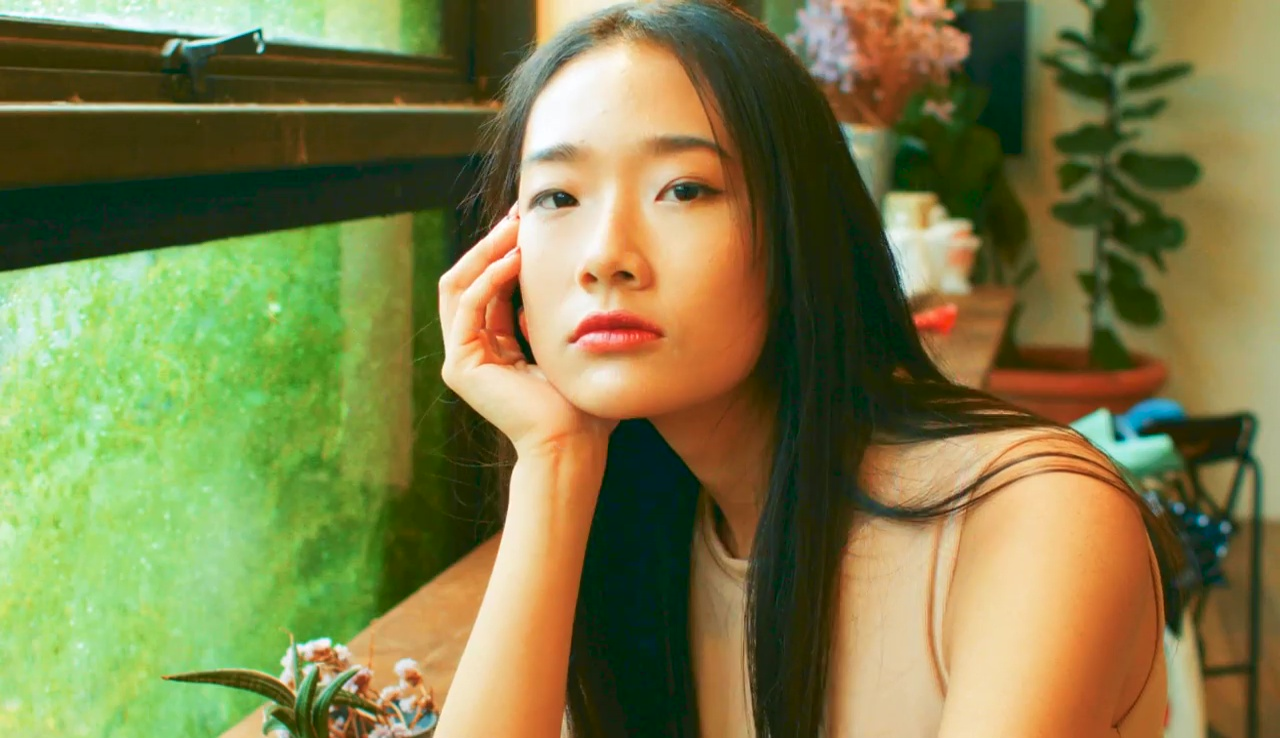
Lynn là vai diễn điện ảnh đầu tiên của người mẫu Chutimon.

Dàn diễn viên chính của phim có tương đối ít kinh nghiệm diễn xuất—không ai trong bốn diễn viên chính từng được diễn xuất cho các hãng phim lớn trước năm 2017. Nữ diễn viên chính Chutimon Chuengcharoensukying vốn là một người mẫu thời trang, và Lynn là vai diễn đầu tiên của cô. Chanon Santinatornkul với vai Bank, cùng Pat và Grace được thể hiện bởi Teeradon Supapunpinyo và Eisaya Hosuwan. Theo Nattawut, việc tuyển diễn viên chính cho phim tốn khá nhiều thời gian trước khi lọc ra được bốn ứng cử viên cuối cùng, những người hoàn toàn phù hợp với vai diễn của họ.
Các diễn viên phải tham gia các buổi diễn thuyết về diễn xuất một vài tháng trước khi phim được chính thức khởi quay. Romchat Tanalappipat đảm nhiệm vai trò hướng dẫn diễn xuất, làm việc với các diễn viên trước và trong quá trình quay phim. Chutimon phải luyện viết bằng tay trái do nhân vật của cô là một học sinh thuận tay trái, và Chanon phải nhớ tới 30 số thập phân của số pi.

### Quay phim
Hầu hết bộ phim được quay tại Thái Lan, và khoảng 30 phần trăm thời lượng phim được thực hiện tại Sydney, Úc. Việc quay phim tại Sydney gặp nhiều khó khăn hơn so với tại Thái Lan, trong đó có việc giới hạn thời lượng quay. Một trong những cảnh quay khó nhất là phân cảnh rượt đuổi tại ga tàu điện ngầm Redfern, khi cảnh quay phải khớp với lịch tàu chạy.

## Phát hành
Thiên tài bất hảo được công chiếu tại Thái Lan vào ngày 3 tháng 5 năm 2017 và nhận được nhiều ý kiến tích cực từ người xem. Phim thu về 44,15 triệu baht (1,3 triệu USD) trong dịp cuối tuần ra mắt, đồng thời dẫn đầu bảng doanh thu phòng vé Thái Lan trong hai tuần liên tục. Phim được công chiếu tại Việt Nam vào ngày 15 tháng 9 năm 2017.

## Phiên bản truyền hình
Vào tháng 8/2020, phiên bản truyền hình của phim mang tên Bad Genius: The Series ra mắt với sự tham gia của dàn diễn viên hoàn toàn mới như Plearnpichaya Komalarajun (Juné), Jinjett Wattanasin (Jaonaay), Sawanya Paisarnpayak (Nana) và Paris Intarakomalyasut (Ice). Phim do Pat Boonnitipat đạo diễn, phát sóng trên One31 và WeTV vào ngày 3 tháng 8 năm 2020 vào thứ Hai và thứ Ba lúc 20:15 và 23:00 ICT. Bộ phim kết thúc vào ngày 8 tháng 9 năm 2020.

## Giải thưởng và đề cử
| Năm  | Giải thưởng                                         | Hạng mục                                      | Đề cử                                                                | Kết quả   |
| ---- | --------------------------------------------------- | --------------------------------------------- | -------------------------------------------------------------------- | --------- |
| 2017 | 16th New York Asian Film Festival                   | Jury Award                                    | Bad Genius                                                           | Đoạt giải |
| 2017 | 16th New York Asian Film Festival                   | Rising Star Award                             | Chutimon Chuengcharoensukying                                        | Đoạt giải |
| 2017 | 20th Fantasia International Film Festival           | Cheval Noir – Best Director                   | Nattawut Poonpiriya                                                  | Đoạt giải |
| 2017 | 20th Fantasia International Film Festival           | Séquences Award – Best Film                   | Bad Genius                                                           | Đoạt giải |
| 2017 | 20th Fantasia International Film Festival           | Audience Award – Best Asian Feature           | Bad Genius                                                           | Đoạt giải |
| 2017 | 20th Fantasia International Film Festival           | Audience Award – Most Innovative Feature Film | Bad Genius                                                           | Đoạt giải |
| 2017 | 13th Fantastic Fest                                 | Best Picture – Thriller Features              | Bad Genius                                                           | Đoạt giải |
| 2017 | 21st Toronto Reel Asian International Film Festival | Menkes Audience Choice Award                  | Bad Genius                                                           | Đoạt giải |
| 2018 | 27th Suphannahong National Film Awards              | Best Picture                                  | Bad Genius                                                           | Đoạt giải |
| 2018 | 27th Suphannahong National Film Awards              | Best Director                                 | Nattawut Poonpiriya                                                  | Đoạt giải |
| 2018 | 27th Suphannahong National Film Awards              | Best Actor                                    | Chanon Santinatornkul                                                | Đoạt giải |
| 2018 | 27th Suphannahong National Film Awards              | Best Actress                                  | Chutimon Chuengcharoensukying                                        | Đoạt giải |
| 2018 | 27th Suphannahong National Film Awards              | Best Supporting Actress                       | Eisaya Hosuwan                                                       | Đề cử     |
| 2018 | 27th Suphannahong National Film Awards              | Best Supporting Actor                         | Teeradon Supapunpinyo                                                | Đề cử     |
| 2018 | 27th Suphannahong National Film Awards              | Best Supporting Actor                         | Thaneth Warakulnukroh                                                | Đoạt giải |
| 2018 | 27th Suphannahong National Film Awards              | Best Screenplay                               | - Nattawut Poonpiriya - Tanida Hantaweewatana - Vasudhorn Piyaromna  | Đoạt giải |
| 2018 | 27th Suphannahong National Film Awards              | Best Cinematography                           | Phaklao Jiraungkoonkun                                               | Đoạt giải |
| 2018 | 27th Suphannahong National Film Awards              | Best Film Editing                             | Chonlasit Upanigkit                                                  | Đoạt giải |
| 2018 | 27th Suphannahong National Film Awards              | Best Recording and Sound Mixing               | Narubett Peamyai for Kantana Sound Studios Co., Ltd.                 | Đoạt giải |
| 2018 | 27th Suphannahong National Film Awards              | Best Original Score                           | Hualampong Riddim                                                    | Đoạt giải |
| 2018 | 27th Suphannahong National Film Awards              | Best Art Direction                            | Patchara Lertkai                                                     | Đoạt giải |
| 2018 | 27th Suphannahong National Film Awards              | Best Costume Design                           | Pawaret Wongaram                                                     | Đoạt giải |
| 2018 | 27th Suphannahong National Film Awards              | Best Makeup Effects                           | - Arporn Meebangyang - Savitree Sukhumwat                            | Đề cử     |
| 2018 | 27th Suphannahong National Film Awards              | Best Visual Effects                           | - Yggdrazil Group Co., Ltd. - Posters Co., Ltd.                      | Đề cử     |
| 2018 | 12th Asian Film Awards                              | Best Newcomer                                 | Chutimon Chuengcharoensukying                                        | Đoạt giải |
| 2018 | 12th Asian Film Awards                              | Best Screenplay                               | - Tanida Hantaweewatana - Vasudhorn Piyaromina - Nattawut Poonpiriya | Đề cử     |
| 2018 | 26th Bangkok Critics Assembly Awards                | Best Picture                                  | Bad Genius                                                           | Đoạt giải |
| 2018 | 26th Bangkok Critics Assembly Awards                | Best Director                                 | Nattawut Poonpiriya                                                  | Đoạt giải |
| 2018 | 26th Bangkok Critics Assembly Awards                | Best Actor                                    | Chanon Santinatornkul                                                | Đoạt giải |
| 2018 | 26th Bangkok Critics Assembly Awards                | Best Actress                                  | Chutimon Chuengcharoensukying                                        | Đoạt giải |
| 2018 | 26th Bangkok Critics Assembly Awards                | Best Supporting Actor                         | Thaneth Warakulnukroh                                                | Đoạt giải |
| 2018 | 26th Bangkok Critics Assembly Awards                | Best Supporting Actor                         | Teeradon Supapunpinyo                                                | Đề cử     |
| 2018 | 26th Bangkok Critics Assembly Awards                | Best Screenplay                               | - Nattawut Poonpiriya - Tanida Hantaweewatana - Vasudhorn Piyaromna  | Đoạt giải |
| 2018 | 26th Bangkok Critics Assembly Awards                | Best Cinematography                           | Phaklao Jiraungkoonkun                                               | Đề cử     |
| 2018 | 26th Bangkok Critics Assembly Awards                | Best Editing                                  | Chonlasit Upanigkit                                                  | Đoạt giải |
| 2018 | 26th Bangkok Critics Assembly Awards                | Best Production Design                        | - Patchara Lertkai - Tarntup Reungtara                               | Đoạt giải |
| 2018 | 26th Bangkok Critics Assembly Awards                | Best Original Score                           | - Hualampong Riddim - Vichaya Vatanasapt                             | Đoạt giải |